# Adalbert Iordache
Adalbert Iordache (n. 28 ianuarie 1919, Cluj, România – d. 21 decembrie 1995, București, România) a fost un jucător român de polo pe apă. El a concurat la Jocurile Olimpice de vară din 1952. La olimpiadă, a jucat în ambele meciuri și nu a marcat niciun gol.

## References
1. ↑  Sports-Reference.com, accesat în 30 ianuarie 2016
2. ↑  Sports-Reference.com, accesat în 10 septembrie 2016
3. ↑  Evans, Hilary; Gjerde, Arild; Heijmans, Jeroen; Mallon, Bill. „Adalbert Iordache Olympic Results”. Olympics at Sports-Reference.com. Sports Reference LLC. Arhivat din original la 18 aprilie 2020. Accesat în 26 noiembrie 2019.